# ويليام جي. ميلس
ويليام جي. ميلس هو قاضي ومحامي وسياسي أمريكي، ولد في 11 يناير 1849 في يازو سيتي في الولايات المتحدة، وتوفي في 24 ديسمبر 1915 في لاس فيغاس في الولايات المتحدة. نشط حزبياً في الحزب الديمقراطي. وقد انتخب Governor of the Territory of New Mexico ‏ (1 مارس 1910 – 15 يناير 1912) وانتخب عضو مجلس ولاية كونيتيكت ‏ وانتخب عضو مجلس نواب كونيتيكت ‏.